# Лапыгино
Лапыгино — село в Старооскольском городском округе Белгородской области, центр Лапыгинского сельсовета.

## География
Расположено в 5 километрах от Старого Оскола, к северо-востоку от города.

## История
Первые из обнаруженных в столичных архивах документов, в которых упоминается деревня Лапыгина, датированы 1615 годом. Легенда о возникновении села Лапыгино гласит: «Из-под Москвы крестьянин Лапыга убежал в Курские края из‑за притеснения помещика в начале XVII века. Место, где расположено сейчас село Лапыгино, было заросшее непроходимым дубовым лесом, здесь остановился Лапыга с товарищами. Они стали вырубать лес, строить себе жилища. Таким образом, появилось первое поселение с беглыми людьми, семьи увеличивались, дробились, но эти беглые люди долго скрывались от властей в лесах, их окружавших».
Село Лапыгино вошло к концу XVII века в Ублинский (Ровенский) стан Старооскольского уезда, а в 1720 году в связи с образованием губерний и делением их на провинции, они вошли, как и Старооскольский уезд, в Белгородскую провинцию. В 1796 году образуется Курская губерния, в которую вошёл и Старооскольский уезд, разделённый в конце XVIII века на три части. Лапыгино вошло в 3-ю часть уезда.
В 1888 году при храме была построена кирпичная приходская школа. К 1890 году в селе Лапыгино насчитывалось 822 жителя (416 муж., 406 жен.). В 1896 году в Лапыгино была открыта земская школа. В 1903 году в селе построили здание для начальной школы министерства народного просвещения.
С июля 1928 года село Лапыгино — в составе Курско́го сельсовета Старооскольского района.
В 1952 году прошло укрупнение сельских Советов, и Курской сельский Совет объединился с Новокладовским с центром в селе Лапыгино и стал называться Лапыгинским сельским советом.
В 1975 году в селе было построено здание средней школы на 250 мест.
В 1995 году в с. Лапыгино — центр акционерного общества «Красная звезда», акционерное общество «Сальва», семь фермерских хозяйств, индивидуальные торговые предприятия, фельдшерско-акушерский пункт, дом культуры, библиотека, средняя школа.
В 1997 году в Лапыгино насчитывалось 188 личных хозяйств, 563 жителя; село является центром Лапыгинского сельского округа, в который входят еще три села: Бочаровка, Курское и Новокладовое.
27 декабря 2008 года архиепископом Белгородским и Старооскольским Иоанном в сослужении протоиерея Алексия Бабанина и духовенства Старого Оскола и района был освящен закладной камень в селе Лапыгино на месте строительства церкви в честь Сретения Господня. 30 марта 2010 года строящийся Сретенский храм увенчан куполом и крестом. Освящение нового храма состоялось 13 февраля 2011 года.

## Население
В 1932 г. в Лапыгино было 1140 жителей. В январе 1979 г. в с. Лапыгино 440 жителей, через десять лет — уже 502 (239 муж.,263 жен.).
| 2002 | 2010 |
| ---- | ---- |
| 632  | ↗872 |